# Fritz Grobba
 (décembre 2014).
Le docteur Fritz Konrad Ferdinand Grobba (1886-1973) est un diplomate allemand, qui a travaillé sous le Troisième Reich. Arabophile, parlant couramment le turc et l'arabe, il incite les dirigeants du Reich à s'appuyer sur le nationalisme arabe pour évincer les Britanniques du Proche-Orient. 

## Biographie
Ambassadeur du Reich à Bagdad, la capitale de l'Irak, à partir d’octobre 1932, il assure une mission importante de propagande auprès des élites irakiennes et réussit à développer le sentiment anti-anglais et anti-juif dans la population. 
En 1933, il achète le quotidien irakien Al Alim Al Arabi, qui publie la traduction en arabe de Mein Kampf et du Protocole des Sages de Sion. 
Créé sous son influence, le mouvement de jeunesse Al-Futuwwa, comparable à la Hitlerjugend, compte 63 000 membres en 1939.
Grobba inspire aux quatre généraux irakiens du « Carré d'or » le coup d'État qui renverse le régent Abdulillah pro-anglais, le 31 mars 1941. À la suite des combats de la brève guerre anglo-irakienne, il quitte Bagdad le 30 mai et passe en Syrie. 
Il survit à la guerre. Fait prisonnier au début de l'année 1943 par le corps expéditionnaire britannique qui occupait la Syrie, qui était sous mandat français, il est envoyé comme prisonnier au Royaume-Uni en 1944, dans l'attente de savoir s'il sera envoyé en jugement au tribunal de Nuremberg, qui jugera les grands dignitaires Nazis, en 1946. Finalement, après 1945, il ne sera pas inculpé pour comparaître à Nuremberg. En 1947, il sera libéré par les Britanniques, et retournera en Allemagne. Il tentera alors de reprendre du service, et sa carrière de diplomate, mais les autorités d'occupation de l'Allemagne, puis la république d'Allemagne fédérale vont lui signifier qu'il était indésirable, et bien qu'il parlait bien le turc et l'arabe, et connaissait bien le Moyen-Orient, la nouvelle Allemagne ne voulait plus de lui, car il avait un lourd passé avec les Nazis. Il sera tout de même mis en retraite au début des années 1950, mais vivra le reste de ses jours dans une relative misère, oublié. L'État israélien, cependant, s'intéressera à lui, dans la fin des années 1960 et voudra le passer en jugement, notamment pour sa responsabilité et son action, pour les pogroms anti-Juifs de 1941 en Irak, et lancera des procédures pour son extradition. Mais Fritz Grobba mourra en septembre 1973, à Bonn en Allemagne, à 87 ans, relativement tranquillement et sans être jugé.        